# 打越村 (新潟県)
打越村（うちこしむら）は、かつて新潟県西蒲原郡にあった村。1901年11月1日の合併によって消滅し、現在は新潟市西蒲区の一部となっている。
以下の記述は合併直前当時の旧打越村に関しての記述であり、現在では名称等が異なる場合がある。なお、ここに記述されていない内容に関しては新潟市などの記事を参照。

## 沿革
- 1889年（明治22年）4月1日 - 町村制施行に伴い西蒲原郡打越村、牧ケ島村が合併し、打越村が発足。
- 1901年（明治34年）11月1日 - 西蒲原郡道上村、三針村（一部）と合併し、道上村を新設して消滅。

## 地域
打越村は、合併した村名を継承する以下の大字で構成される。
打越（うちこし）
1889年（明治22年）まであった打越村の区域。現在の新潟市西蒲区打越。
牧ヶ島（まきがしま）

1889年（明治22年）まであった牧ケ島村の区域。現在の新潟市西蒲区牧ヶ島。